# Флешейрас
Флешейрас (порт. Flexeiras) — муниципалитет в Бразилии, входит в штат Алагоас. Составная часть мезорегиона Восток штата Алагоас. Входит в экономико-статистический микрорегион Мата-Алагоана.